# ANSMET
ANSMET (Antarctic Search for Meteorites, Антарктичний пошук метеоритів) — це програма, що фінансується Управлінням полярних програм Національного наукового фонду США і займається пошуком метеоритів у Трансантарктичних горах. Ця географічна зона служить місцем збору метеоритів, які впали на великі високогірні крижані поля по всій Антарктиді. Такі метеорити швидко вкриваються наступним шаром снігу і починають багатовікову подорож, мандруючи «вниз по схилу» через Антарктичний континент, занурені в товщу текучого льоду. Такий текучий льод може зупинятись на таких природних бар'єрах, як Трансантарктичні гори. Подальша вітрова ерозія нерухомого льоду знову повертає захоплені метеорити на поверхню, де їх можна зібрати. Цей процес концентрує метеорити в кількох певних областях у значно більшій кількості, ніж в середньому по Антарктиді. Контраст темних метеоритів проти білого снігу та відсутність земних каменів на льоду робить такі метеорити відносно легкими для пошуку. Втім переважна більшість таких занурених у лід метеоритів зрештою сповзають в океан невиявленими.

## Історія
Перший антарктичний метеорит був виявлений під час Австралійської антарктичної експедиції Дугласа Моусона в 1911-14 роках. Наступні відкриття ще трьох метеоритів були зроблені в 1961 і 1964 роках російськими геологами біля станції Новолазарєвська та геологами Геологічної служби США в горах Тіль і Нептун. У 1969 році японські дослідники виявили дев'ять метеоритів у горах Ямато, ще 12 у сезоні 1973-74 років, 663 у сезоні 1974-75 років і 307 у сезоні 1975-76 років. Завдяки цьому успіху Вільям А. Кессіді отримав фінансування для запуску ANSMET у сезоні 1976-77. Кессіді був головним дослідником програми у сезоні 1976-77 і наступних сезонах до сезону 1993-94 включно.:17-20,28-29,337-341

## Значення
Американська програма ANSMET разом із паралельними антарктичними програмами пошуку метеоритів, які проводяться Японією, Китаєм та іншими країнами, є основним джерелом позаземного матеріалу, доступного для наукових досліджень. Весь матеріал, зібраний ANSMET, зберігається з метою дослідження та освіти населення, на відміну від метеоритів, зібраних приватно, основна частина яких часто продається колекціонерам.
Станом на 2003 рік ANSMET зібрав 8409 хондритів і 234 ахондрити, на додаток до місячного метеорита ALH 81005 і марсіанських метеоритів EETA 79001, ALH77005 і ALH84001.

## Методологія
Пошук метеоритів ведеться візуально. Команда з чотирьох-десяти дослідників, як правило, спеціалістів з метеоритів, живе на льодовому полі 5–7 тижнів. Використовуючи снігоходи на інтервалі 30 м один від одного, вони сканують блакитний лід в пошуках метеоритів. Після того, як зразок знайдено, його місцезнаходження визначається за допомогою GPS і йому присвоюється ідентифікаційний номер. Потім його поміщають у стерильний тефлоновий пакет. Команди стежать за тим, щоб зразок залишався в замороженому стані протягом усього шляху назад до Антарктичного центру зберігання метеоритів у Джонсонівському космічному центрі НАСА в Х'юстоні, штат Техас. Наприклад, в 1976 році ANSMET привіз з Антарктиди понад 20000 метеоритів. Метеорити, які становлять найбільший інтерес і підлягають детальному вивченню, зберігаються в Джонсонівському центрі для розповсюдження науковому співтовариству, хоча, зрештою, усі зразки, зібрані ANSMET, передаються до Смітсонівського інституту для постійного зберігання та контролю. Ці метеорити зберігаються в чистій кімнаті Центру підтримки Смітсонівського музею в Суітленді, штат Меріленд, який створено за моделлю лабораторії обробки місячних зразків у Джонсонівському ксмічному центрі в Х'юстоні. З майже 16 000 антарктичних метеоритів, зібраних з 1976 році, понад 14 000 були назавжди передані до Смітсонівського інституту. Куратори департаменту мінеральних наук Національного музею природної історії класифікують кожен метеорит, надісланий НАСА. Результати та описи публікуються в Antarctic Meteorite Newsletter, який виходить двічі на рік.
Метеоритам, зібраних ANSMET, даються назви, що складаються з трибуквеного префіксу на основі місця знахідки, дві цифри для позначення року збору, і тризначного унікального ідентифікатора. Наприклад, ALH84001 був зібраний в регіоні Аллан-Гіллз у 1984 році.
Експедиція ANSMET 2004—2005 років складалася з 12 учасників, і разом вони повернули 1230 метеоритів. Серед них понад 130 кг паласитових метеоритів, один з яких є найбільшим із знайдених в Антарктиді вагою понад 30 кг .
Експедиція ANSMET 2006—2007 років складалася з основної групи з 9 осіб (включаючи астронавта Дона Петтіта), яка досліджувала гори Гросвенор, і розвідувальної групи з 4 осіб, яка досліджувала льодовик Скотта та льодовик Ріді як можливі пункти призначення для майбутніх експедицій.
Експедиція ANSMET 2009—2010 років складалася з 8 учасників, які повернули 1010 метеоритів.
Експедиція ANSMET 2010—2011 рр. складалася з основної групи з 9 осіб і розвідувальної групи з 4 осіб (включаючи астронавта Серену Аунон-Чанселлор), які досліджували нові райони, куди можуть піти майбутні групи. Разом вони повернули понад 1200 метеоритів.
Експедиція ANSMET 2011—2012 років повернулася на хребет Міллер. Незважаючи на те, що їй заважав сильний сніг, команда зібрала 302 метеорити, яких було достатньо, щоб загальна кількість метеоритів, зібраних ANSMET, перевищила 20000.